# 五星路四合院
五星路四合院是中国新疆维吾尔自治区乌鲁木齐市仅存的中华民国大陆时期修建的四合院民居，位于天山区五星南路。五星路四合院是新疆维吾尔自治区文物保护单位。五星路四合院是外廊式土木结构平房组成的四合院，面积近1千平方米。
2024年12月起，五星路四合院作新疆城市记忆博物馆用。

## 位置
五星路四合院位于中国新疆维吾尔自治区乌鲁木齐市天山区五星南路，东侧为五星南路及外环路，西侧为西后街与中国共产党新疆维吾尔自治区委员会党校相邻。

## 背景历史

### 建设背景
清末，以赶大营而入疆的天津人为主的燕津商帮开始定居在迪化城（今乌鲁木齐市）。他们请来自津京等地的工匠在迪化修建具有京津地区建筑风格的铺面和民居四合院。到中华民国大陆时期，迪化城已经形成四合院群，集中在八里条巷（今文化路一带）、藩台巷（今明德路）、三角地（今和平北路一带）、满城（今建国路）、北梁（今民主路一带）等地。彼时兴建的四合院基本仿照北京的四合院。

### 建筑历史
五星路四合院修建于中华民国大陆时期，1937年5月，中国工农红军西路军左支队进入新疆，改编为总支队，对外称“新兵营”。五星路四合院为其驻地之一。
1950年代开始，五星路四合院作为新疆军区八一印刷厂的办公室而使用。印刷厂新四层办公楼建起后，这里成为印刷厂干部家属院。之后又改为印刷厂幼儿园。2002年，印刷厂从新疆军区交由地方管理，并更名为八艺印刷厂。经历变革时期的印刷厂拆除改建了包括生产车间在内的多个建筑，仅四合院和办公楼留存。
1988年，五星路四合院在第二次文物普查中被调查、建档。2003年4月，五星路四合院成为乌鲁木齐市第三批文物保护单位。2007年6月，成为第六批新疆维吾尔自治区文物保护单位。2009年前后，五星路四合院经历过维修。
2024年底，新疆城市记忆博物馆揭牌成立，博物馆选址在五星路四合院，主题展为《乌鲁木齐记忆展（清代 - 民国）》。

## 建筑风格
五星路四合院是具有典型中国北方民居和新疆地方建筑特色的建筑，且非普通民居。院落坐东朝西，占地近1000平方米，平面呈长方形，院落对称。是外廊式土木结构平房组成的四合院。五星路四合院与当时迪化城大多四合院的两坡水不同，为单坡顶，平檐，一面出水。房檐四周围环绕廊柱，柱为方形，檐口有花草图案的雕绘。油漆木板装饰在走廊、建筑内部的天棚、地面。建筑门窗尾砖砌平拱。四合院设置四道前后门。